# Bastards and Conquerors
Bastards and Conquerors è il secondo album in studio del gruppo musicale Sworn, pubblicato nel 2009 dalla Twilight.

## Tracce
1. Prophecies from the Land of Lost Voices - 6:11
2. The Bastard, the Conqueror - 08:31
3. Summoning the Sinister - 05:54
4. Beyonder - 05:35
5. Somnolence - 01:35
6. Damnation Spawned - 07:57
7. Carnal Monuments - 05:21
8. The Archaic Wraith - 05:19
9. Descendant - 04:06

## Formazione
- Max Wilson - voce
- Christoffer Kjørsvik - chitarra elettrica e acustica
- Gøran Myster Hope - chitarra
- Dag Terje Anderson - basso
- Tom Ian Rogne Klungland - batteria, voce aggiunta